# Niphorycta hemipercna
Niphorycta hemipercna är en fjärilsart som beskrevs av Diakonoff 1954. Niphorycta hemipercna ingår i släktet Niphorycta och familjen plattmalar. Inga underarter finns listade i Catalogue of Life.